# Sticherus hirtus
Sticherus hirtus är en ormbunkeart som först beskrevs av Bl., och fick sitt nu gällande namn av Ren-Chang Ching. Sticherus hirtus ingår i släktet Sticherus och familjen Gleicheniaceae.

## Underarter
Arten delas in i följande underarter:
- S. h. amboinensis
- S. h. amoenus
- S. h. candidus
- S. h. ornamentalis
- S. h. paleaceus
- S. h. paleaceus
- S. h. virescens